# Batna (província)
Batna (em árabe: ولاية باتنة) é um vilaiete da Argélia, cuja capital também chama-se Batna. Tem uma superfície de 12 038,76 km², e está localizada na região dos Aurés, na junção do Atlas do Tell e do Atlas do Saara. Entre Constantina e Biskra, foi em Batna que os franceses decidiram instalar uma zona militar a fim de proteger as vias de acesso ao Saara, ao redor do qual está construída a cidade de Batna. Esta conta com 1.119.791 habitantes (Censo de 2008), o que a torna a quinta maior aglomeração do país.

## Distritos
- Aim Jasser
- Aim Tuta
- Arris
- Barica
- Batna
- Buzina
- Chemora
- Juarez
- El Mader
- Ichmul
- Menaa
- Meruana
- N'Gaus
- Ulede Si Eslimane
- Ras El Aium
- Segana
- Seriana
- T'Cute
- Tazulte
- Teniete El Abede
- Tingade